# Vulsigo de Iorque
Vulsigo (em latim: Vulsigus; em inglês antigo: Wulfsige) foi arcebispo de Iorque entre algum momento após 808 e 830/837. Em 830 ou 837, recebeu uma carta do bispo Egredo de Lindisfarne na qual discute as heresias contidas no livro de Petredo. Egredo declarou que nunca daria espaço aos erros daquele livro e também convidou Vulsigo a escrever ao bispo da diocese onde Petredo estava para instruí-lo e admonestá-lo que deveria ser sensato e lidar com os erros.